# 音源
音源，即為聲音的發生源。常见的音源包括：
- 聲音的發生場所或是物體
- 電腦發聲的元件
- 電子樂器的音樂發聲部位，以及規格化被獨立出來的合成器

## 音源提供

### 硬體音源
硬體音源，呈現方式以合成器、電子琴、電子管風琴、之類的電子樂器最為常見，硬體內建音源規格，擁有龐大的聲庫，最傑出音色採樣，市面上的电子游戏机、电子计算机、電話等都有內建。

### 軟體音源
軟體音源，依據MIDI協定介面運行，需要有軟體的支持，音色優劣單純以開發商採樣水準決定，優秀的音源可以達到以假亂真的效果。
目前常見的軟體音源格式如下：
- VST（Virtual Studio Technology），Steinberg公司推出的軟體接口技術，其用於實現音源的子類型是VSTi（VST instruments）。
- AU，蘋果公司推出的音頻插件技術，只能在Mac OS上運行。
- AAX，Avid公司出品的音頻插件技術，用於其自家的產品Pro Tools等。
- DX，微軟公司推出的基於DirectX的音頻插件技術，只能在Windows上運行，其用於實現音源的子類型是DXi（DirectX instuments）。
- RTAS（Real Time AudioSuite），Digidesign公司推出的音頻接口技術。
- FL，Image-Line出品的音頻插件技術，只能在其自家產品FL Studio上使用。

### 發聲原理
聲音合成有下列的發聲原理：
- PSG（SSG）
- FM音源
- LA音源
- PCM音源
- 類比波形音源（Wavetable音源）
- 物理音源